# Gilbert Brulé
Gilbert Jean Marco Brulé, född 1 januari 1987, är en kanadensisk professionell ishockeyspelare som spelar för HC Red Star Kunlun i Kontinental Hockey League (KHL).
Han har tidigare spelat på NHL-nivå för Phoenix Coyotes, Edmonton Oilers och Columbus Blue Jackets i NHL och på lägre nivåer för HC Red Star Kunlun, Traktor Tjeljabinsk, HK Neftechimik Nizjnekamsk, KHL Medveščak Zagreb och Avtomobilist Yekaterinburg i KHL, Portland Pirates, Oklahoma City Barons, Springfield Falcons och Syracuse Crunch i AHL och ZSC Lions i NLA samt Vancouver Giants i WHL.
Han draftades i första rundan i 2005 års draft av Columbus Blue Jackets som sjätte spelare totalt.
Han skrev på ett PTO-kontrakt (Professional Try Out) med Calgary Flames i september 2018, han skrev istället för Red Star Kunlun efter försäsongen.